# Diego Álvarez (Tennisspieler)
Diego Álvarez (* 6. März 1980) ist ein ehemaliger argentinischer Tennisspieler.

## Karriere
Álvarez spielte in seiner aktiven Zeit Turniere der unterklassigen ITF Future Tour und ATP Challenger Tour. Auf der Future Tour konnte er schnell erste Erfolge vorweisen und schaffte regelmäßig den Sprung ins Halbfinale und Finale. Am Jahresende 2000 stand er im Einzel auf dem 383. Rang, im Doppel auf dem 324. Rang. Durch diese Ranglistenposition nahm er im Doppel regelmäßig an Turnieren der Challenger Tour teil. In den Folgejahren hielt er diese Ranglistenposition, ohne auf der Challenger Tour einen Durchbruch zu schaffen.
Bis Jahresende 2008 gewann er auf der Future Tour 15 Doppel- und einen Einzeltitel. 2009 wurde für Álvarez sein erfolgreichstes. Nach seiner Erstrundenniederlage in der Qualifikation der Australian Open nahm er am Challenger in Bucaramanga teil. Im Einzel verlor er seine Auftaktpartie gegen seinen Doppelpartner Carlos Poch Gradin. Mit ihm spielte er sich bis ins Finale, das sie gegen Carlos Avellán/Eric Gomes gewannen. Er nahm in diesem Jahr noch an den anderen drei Grand-Slam-Turnieren teil, gewann jedoch keine Partie. Seinen zweiten Titel gewann er im August an der Seite von Juan-Martín Aranguren. In Genf besiegten sie das Duo Henri Laaksonen/Philipp Oswald. Im Anschluss daran war er im Einzel mit dem 216. Rang so hoch wie noch nie dotiert, im Doppel war sein Karrierehoch der 143. Rang aus dem November des Jahres. In den darauffolgenden Jahren konnte er die Erfolge auf der Challenger Tour nicht wiederholen, er gewann lediglich noch vier weitere Future-Titel im Doppel sowie einen im Einzel. Nach einer Erstrundenniederlage bei einem Future in Argentinien beendete er 2011 seine aktive Profikarriere.

## Erfolge
| Legende (Anzahl der Siege)  |
| Grand Slam                  |
| ATP World Tour Finals       |
| ATP World Tour Masters 1000 |
| ATP World Tour 500          |
| ATP World Tour 250          |
| ATP Challenger Tour (2)     |

### Doppel

#### Turniersiege
| Nr. | Datum           | Turnier     | Belag | Partner               | Finalgegner                    | Ergebnis         |
| --- | --------------- | ----------- | ----- | --------------------- | ------------------------------ | ---------------- |
| 1.  | 31. Januar 2009 | Bucaramanga | Sand  | Carlos Poch Gradin    | Carlos Avellán Eric Gomes      | 7:67, 6:1        |
| 2.  | 23. August 2009 | Genf        | Sand  | Juan-Martín Aranguren | Henri Laaksonen Philipp Oswald | 6:4, 4:6, [10:2] |